# Ixodes marxi
Ixodes marxi este o specie de căpușe din genul Ixodes, familia Ixodidae, descrisă de Banks în anul 1908. Conform Catalogue of Life specia Ixodes marxi nu are subspecii cunoscute.